# Strömskena

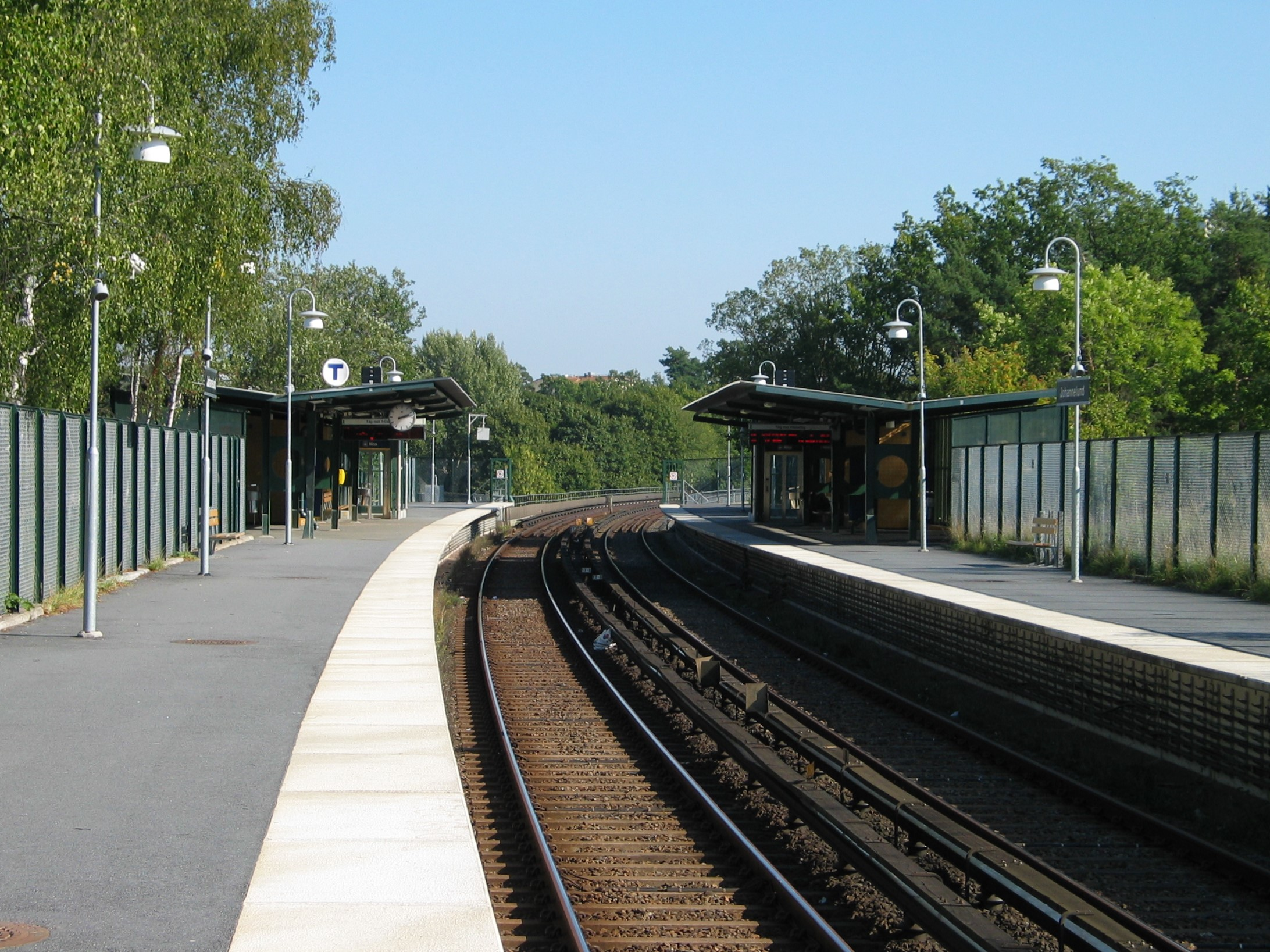
Stockholms tunnelbana har strömskena.

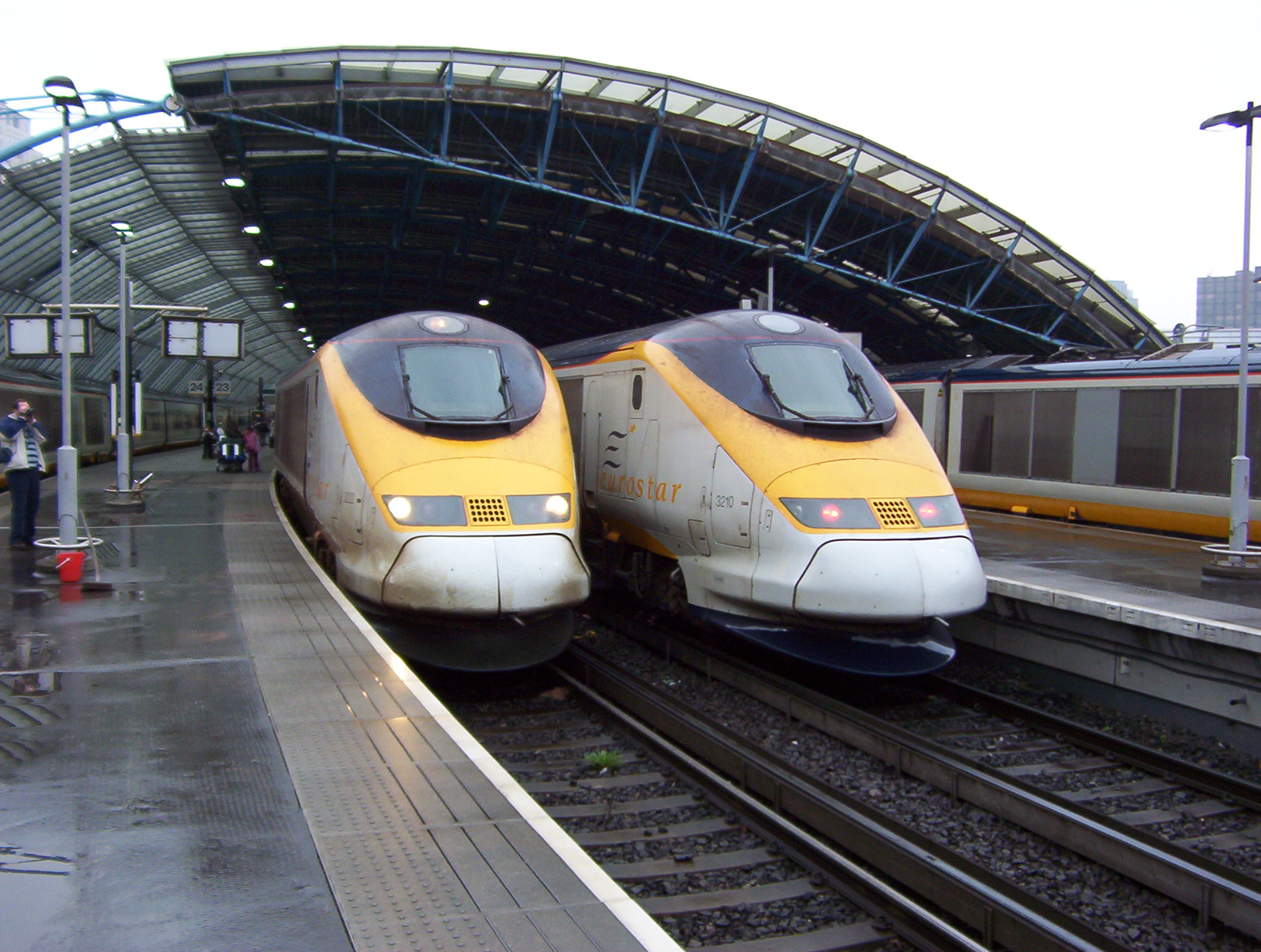
London-Waterloo station har strömskena och var Eurostar-tågens ändstation tills 2007

En strömskena är en anordning som används för att försörja en rörlig del i ett system, exempelvis en travers eller ett tåg, med ström.

## Användning
Strömskenan används i första hand i tunnelbanor, till exempel i Stockholm. Även vissa lokaltåg, till exempel i Berlin och London har sådan skena. Eurostar använde detta system på vissa delsträckor till dess att den nya järnvägstunneln under London var klar 2007. Den 63 km långa tåglinjen Cerdagne i Pyrenéerna är elektrifierad med stömskena.

## Teknik
När den används för strömförsörjning av tåg eller tunnelbana utgör den banans kontaktledning. Den är då normalt placerad i marknivå bredvid rälsen. Ibland är den placerad i taket ovanför spåren (såsom i Barcelonas tunnelbana och Citybanan i Stockholm).
Fördelen med strömskenor är främst att tunnlarna kan göras lägre. En järnväg måste ha fastställd höjd och bredd på tunnlar, medan en tunnelbana väljer en egen standard. En fördel är även att strömskenan möjliggör större strömuttag än en luftledning, och av detta skäl är den vanlig i tunnelbanor. Där vill man ofta använda låg spänning, för att minska riskerna vid mänsklig kontakt med ledningen och överslag. Å andra sidan krävs stora effektuttag när ett långt tåg startar. Detta leder till stora strömmar, vilket i sin tur kräver en grov ledare. Vanliga tåg kompenserar istället den smalare ledningen med högre linjespänning. (För fysikaliska formler, se elektrisk effekt.) Om strömskenan är placerad i taket liknar det en kontaktledning, men en normal kontaktledning kräver högre tunnelhöjd än en strömskena i taket, vilken i sin tur kräver högre höjd än en strömskena nära marken.[källa behövs]
Strömskenan är, jämfört med luftledningen, mer robust och svårare att skada.[källa behövs] Men den är också mer komplicerad att anlägga i växlar, spårkorsningar, och plankorsningar med väg. Det finns plankorsningar med strömskena, exempelvis i Oslos tunnelbana. I så fall görs uppehåll i strömskenan och det måste då finnas flera strömavtagare på tågen.
Strömskenan är ofta, beroende på konstruktion, mer känslig för löv och is. Hastigheten är mer begränsad än med kontaktledning. Den är dyrare att bygga än kontaktledning.
Elektriskt matas strömskenan från två håll för att uppnå ett redundant system.

## APS

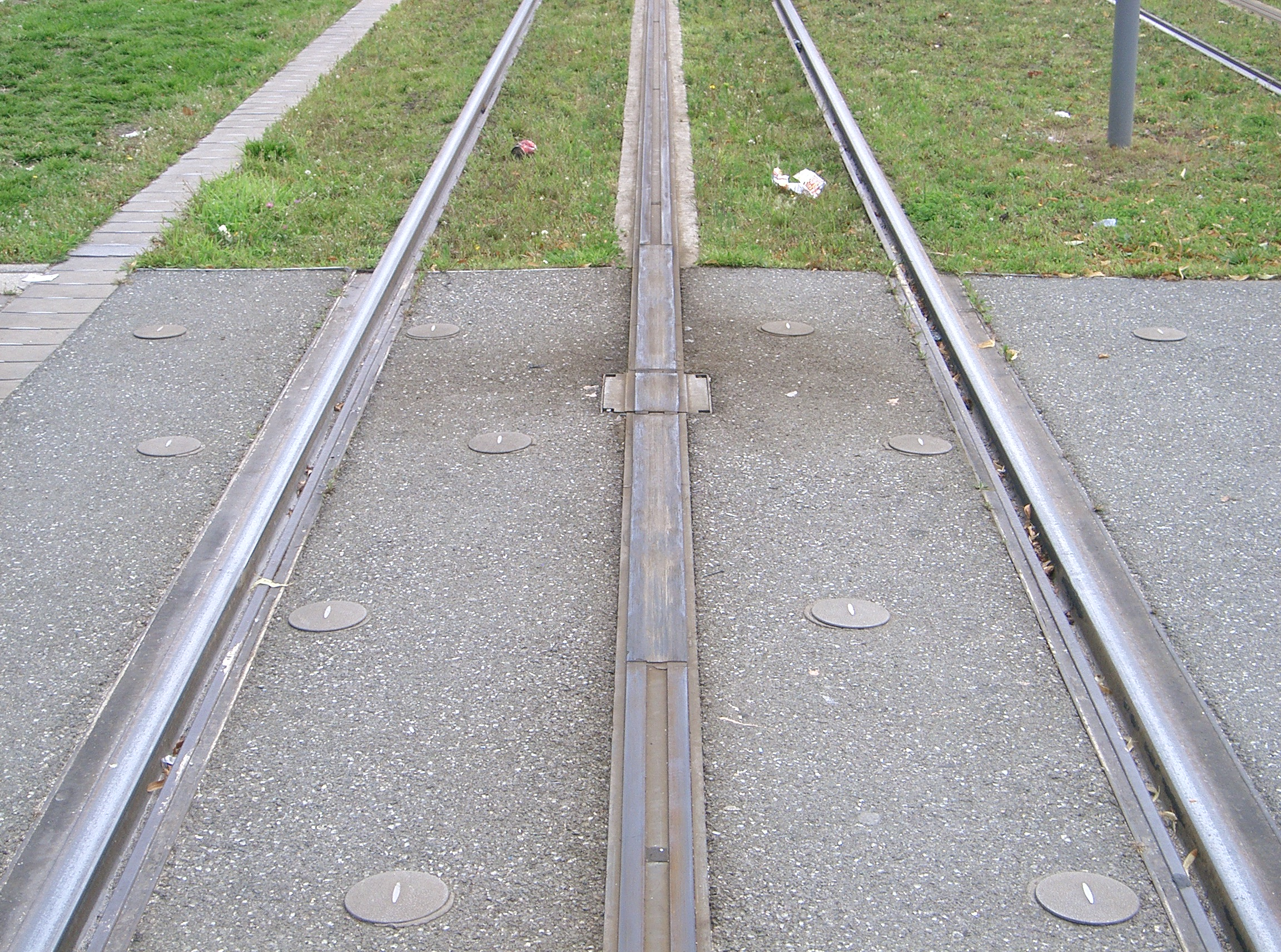
En sektion av APS-strömskena.

APS från franska Alimentation par Sol är en strömskena för spårvagnar i gatan mellan rälerna. Strömskenan är uppdelad i åtta meter långa sektioner som blir strömförande när en radiosignal från en spårvagn registreras i en antenn under varje sektion. De strömförande sektionerna är isolerade från varandra med en tre meter lång glasfibersektion.

## Källhänvisningar
1. ↑  ”Third-rail trams across the Garonne”. Railway Gazette. 1 februari 2004. http://www.railwaygazette.com/news/single-view/view/third-rail-trams-across-the-garonne.html. Läst 14 augusti 2013.